# Aradi Közlöny
Aradi Közlöny a fost un cotidian politic care a apărut la Arad începând cu 20 decembrie 1885. Apariția sa a încetat la 14 aprilie 1940.

## Scurt istoric
A fost cel mai mare și mai difuzat cotidian politic din provincie. Apărea zilnic și cuprindea 14–24 pagini, edițiile din zilele de sărbătoare și cele tipărite cu ocazii speciale cuprindeau 40–100 pagini. Lupta pentru liberalism, promova valorile democratice și era independent de orice formațiune. 

## Adresa și echipa de redacție
- Redacția și oficiul editorial: József főherceg-út 22-Bulevardul Arhiducele Jozepf 22., în Palatul Căilor Ferate Unite Arad-Cenad.
- Telefon redacție 357. Telefon oficiu editorial 151.
- Redactor-șef: Stauber József.
- Editor responsabil: Bolgár Lajos.
- Membrii redacției: Faragó Rezső, Teller Kálmán, Vécsey M:, Bródy B., Horovitz G.,
- Graficieni și caricaturiști: Balla Frigyes, Illenc Lipót, Dolga Imre.
- Corespondenți la Budapesta: Kéry Gyula (șeful subredacției din capitală), Bródy Arnold, dr. Molnár Jenő, Róna Lajos, Illés István. Corector: Szűcs Mihály.
- Editor: Societatea tipografică pe acțiuni din Arad.
- Șeful oficiului editorial: Boros János.
- Casier: Neulinger Piroska.
- Contabil șef: Neulinger Béla. Contabili adjutanți: Messer Sándor. Fuchs Ede, Farkas Ede, Hell Erzsi.
- Șef atelier: Buday Gyula.

## Legătură externă
- Extrase din Almanahul mare ilustrat al cotidianului Aradi Közlöny pe anul 1910